# Tom Roberts

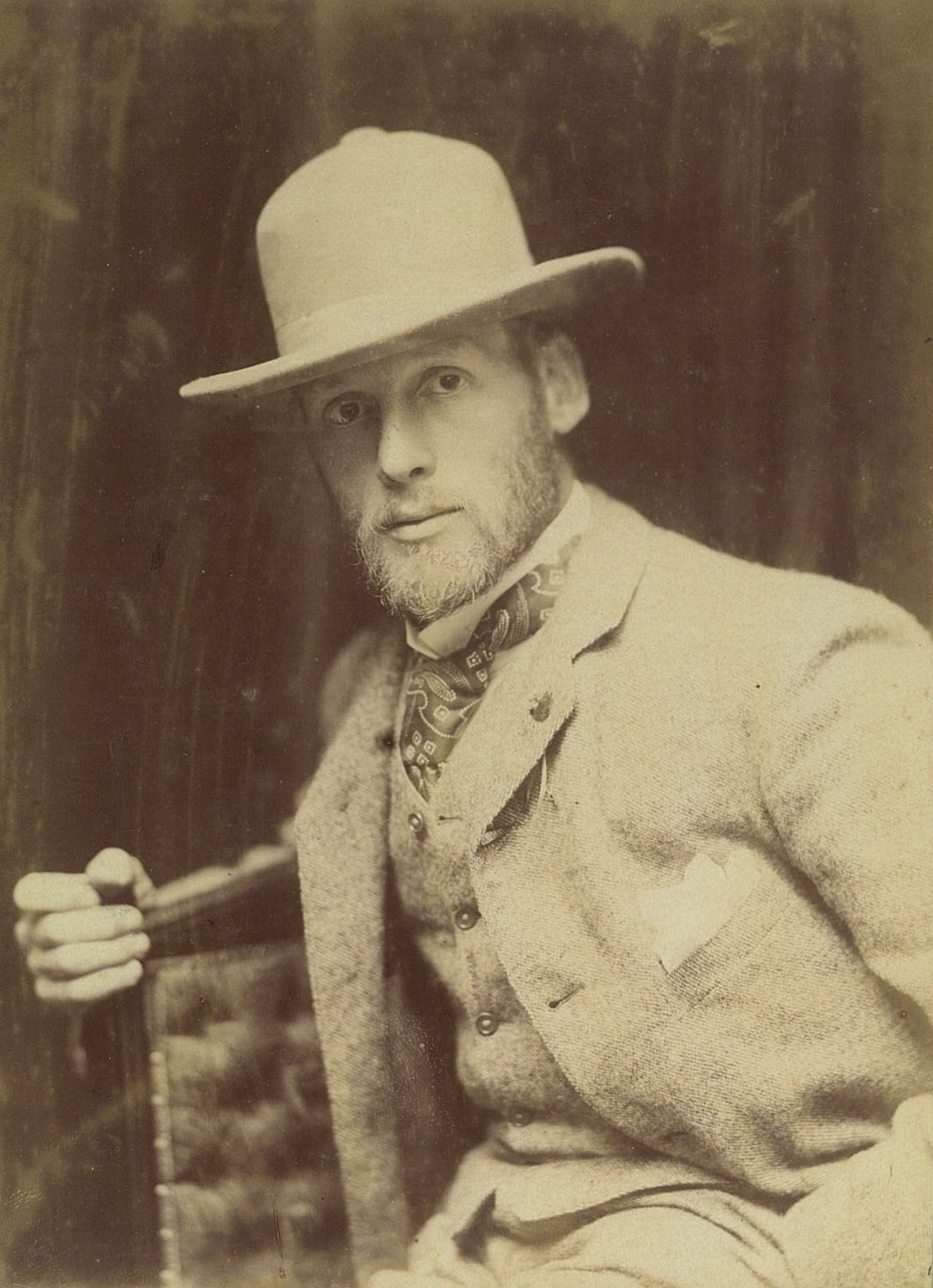
Foto, 1895.

Thomas William Roberts (Dorchester, 8 de marzo de 1856-Kallista, 14 de septiembre de 1931) fue un pintor británico naturalizado australiano, figura clave de la Escuela de Heidelberg.

## Biografía
Roberts nació en el condado de Dorset, donde sus padres trabajaban como editores, y emigró con su familia a Australia en 1869. Se estableció primero en  Collingwood, un barrio de Melbourne y su primer trabajo fue de asistente fotográfico, que compaginó con clases de arte vespertinas con maestros como Frederick McCubbin.
Regresó a Inglaterra de 1881 a 1885 y estudió en la Royal Academy of Arts. En 1883, viajó por España con el pintor John Russell, donde conoció a Laureano Barrau y Ramón Casas, quienes lo introdujeron en el impresionismo y el plenairismo. Además en Londres y París lo influenciaron Jules Bastien-Lepage y James Abbott McNeill Whistler.
Volvió a Melbourne en 1886.
En 1896, se casó con Elizabeth Williamson, con quien tuvo un hijo, Caleb, que fue ingeniero civil y oficial de la armada.
Durante la Primera Guerra Mundial y el trienio 1921-23, trabajó en un hospital con otros artistas famosos como Arthur Streeton. Más tarde, se construyó una casa en Kallista, cerca de Melbourne.
Su mujer Elizabeth murió en enero de 1928. En agosto de ese año, se volvió a casar con Jean Boyes.

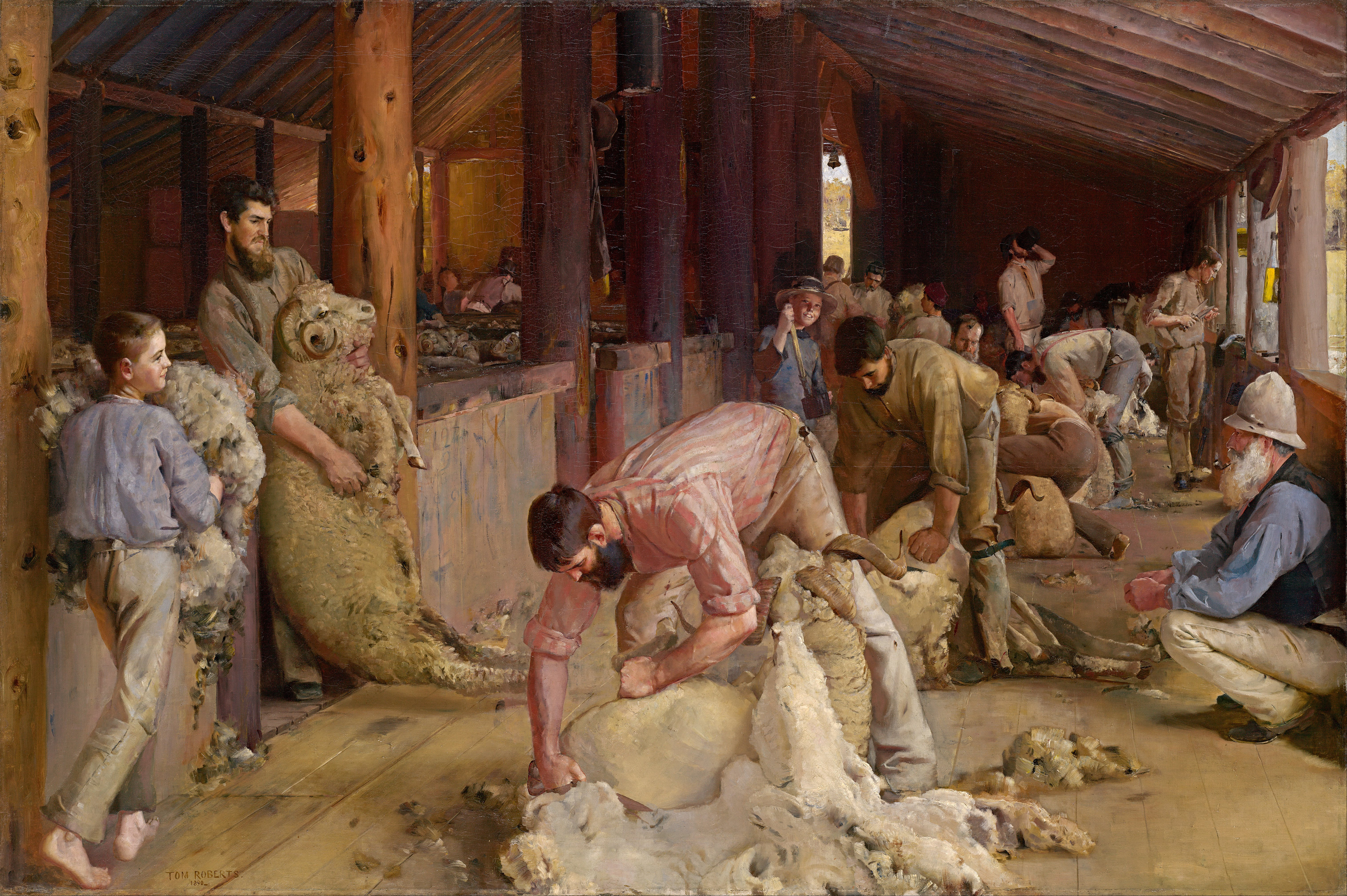
Esquilando los carneros de Tom Roberts, 1890.

Falleció de cáncer a los  75 años.